# Ululohmannia cristata
Ululohmannia cristata är en kvalsterart som först beskrevs av Sandór Mahunka 1984.  Ululohmannia cristata ingår i släktet Ululohmannia och familjen Lohmanniidae. Inga underarter finns listade i Catalogue of Life.